# الغراق (الظهار)

تعديل مصدري - تعديل

الغراق محلة تابعة لقرية قحزة، التابعة لعزلة انامر بمديرية الظهار إحدى مديريات محافظة إب في الجمهورية اليمنية.، بلغ تعداد سكانها 134 حسب تعداد اليمن لعام 2004.